# 小網羽花介
小網羽花介（学名：Cytheropteron microlatum）为尾花介科羽花介屬下的一个种。